# فرنسوا هيوز
فرنسوا هيوز (بالفرنسية: François Hugues)‏ (13 أغسطس 1896 باريس فرنسا - 16 ديسمبر 1965 باريس فرنسا) هو لاعب كرة قدم فرنسي سابق كان يلعب كلاعب وسط، شارك في الألعاب الأولمبية الصيفية 1920.

## روابط خارجية
- فرنسوا هيوز على موقع قاعدة بيانات كرة القدم.إي يو (الإنجليزية)
- فرنسوا هيوز على موقع ناشيونال فوتبول تيمز (الإنجليزية)
- فرنسوا هيوز على موقع أوليمبيديا (الإنجليزية)